# 6445 Bellmore
6445 Bellmore (1990 FS1) là một tiểu hành tinh vành đai chính được phát hiện ngày 23 tháng 3 năm 1990 bởi E. F. Helin ở Palomar.